# Uglegorská tepelná elektrárna
Uglegorská tepelná elektrárna je tepelná elektrárna u města Svitlodarsk v Doněcké oblasti na východě Ukrajiny. Elektrárna je provozována společností Centrenergo. Exteriéry elektrárny byly využity při natáčení filmu Land of Oblivion, který se zabývá černobylskou havárií.

## Historie a technické informace

### Historie
Výstavba elektrárny ve Svitlodarsku s dodávkou technické vody z velkoobjemové nádrže započala v roce 1967 s projektovaným výkonem 3600 MW (čtyři bloky po 300 MW poháněné uhlím z Donbasu a tři bloky po 800 MW poháněné zemním plynem případně topným olejem).

### Výstavba
První blok elektrárny o výkonu 300 MW byl uveden do provozu 3. prosince 1972, následně v roce 1973 byly uvedeny do provozu zbývající tři bloky 1. etapy (každý o výkonu 300 MW). V roce 1975 byl zprovozněn první blok druhého stupně o výkonu 800 MW. Do začátku roku 1976 byly uvedeny do provozu zbývající dva bloky poháněné zemním plynem o výkonu dvakrát 800 MW.

### Technické informace
V roce 1984 byly automatizovány systémy řízení hlavních technologických procesů. K chlazení Uglegorské tepelné elektrárny slouží umělá vodní nádrž, která vznikla přehrazením řeky Luhaň.
28. července 2003 byla elektrárna zařazena na seznam zvláštně významných elektroenergetických zařízení Ukrajiny, jehož ochranou byla prověřena polovojenská složka.
Uglegorská tepelná elektrárna byla postavena podle identického projektu jako Záporožská tepelná elektrárna.
Kvůli bojům v oblasti Donbasu se elektrárna potýkala s nedostatkem uhlí.